# Peyre Ourse
Peyre Ourse est un sommet des monts du Cantal dans le Massif central.

## Géographie
La montagne est située au nord du rocher de la Sagne du Porc sur la commune de Laveissière et culmine à 1 612 mètres d'altitude.

## Protection environnementale
Le sommet est inclus dans le site Natura 2000 « Massif cantalien », dans la ZNIEFF de type 2 « Monts du Cantal », ainsi que dans la ZNIEFF de type 1 « Plomb du Cantal et Prat-de-Bouc ».